# Zgornja Besnica, Ljubljana
Zgornja Besnica je naselje v Mestni občini Ljubljana. Z Ljubljano je kraj ob delavnikih povezan z redno mestno avtobusno linijo št. 26.